# Вади-эль-Райан
Вади-эль-Райан (масри محمية وادى الريان) — природный заповедник в мухафазе Эль-Файюм в Среднем Египте. Расположен примерно в 65 км к юго-западу от города Эль-Файюм и в 80 км к западу от реки Нил на 42 метра ниже уровня моря.
Вади-эль-Райан упоминается в коптских источниках как Пилихей (копт. ⲡⲓⲗⲓϩⲏⲩ, букв. «обладающий прибылью, полезный»): соленое озеро к западу от монастыря Каламуна, где любил отдыхать Самуил Исповедник.
В 1989 году заповедник был объявлен охраняемой территорией для защиты биологических, геологических и культурных ресурсов территории.

## География
Заповедник Вади-эль-Райан располагается на площади 1759 км², из которых 113 км² занимают водные массы двух одноимённых озёр. Между верхним и нижним озером находится единственный в Египте водопад. На южной стороне нижнего озера располагаются три серных источника и обширные подвижные песчаные дюны.

## Палеонтология
На северо-западе заповедника располагается палеонтологический объект Вади-аль-Хитан, содержащий окаменелости вымерших китов, среди которых Tutcetus rayanensis, названный в честь этого региона в 2023 году.

## Флора и фауна
Растительность заповедника ограничена участками вокруг озёр и у подножия больших дюн. Растительный покров насчитывает 13 видов многолетних растений. В заповеднике Вади-эль-Райан обитает 11 видов рептилий, 9 видов млекопитающих, 13 видов оседлых птиц и 26 видов перелётных и залётных птиц, некоторые из которых являются редкими или находятся под угрозой исчезновения. Среди них газель-доркас, песчаная лисица и лисица фенек.